# Grupa Himalija
Grupa Himalia je grupa Jupiterovih prirodnih satelita sa sličnim parametrima orbite (vidi tablicu desno).
Poznati članovi grupe, redom od Jupitera prema vani, su:
- Leda
- Himalija (najveći satelit, po njemu se zove grupa)
- Liziteja
- Elara
- S/2000 J 11

Međunarodna astronomska unija zadržava pravo da ove satelite imenuje na način da njihova imena završavaju na -a.